# رتیسیوس
رتیسیوس (فرانسوی: Saint Rhétice‎; ۱ ژانویهٔ ۰۲۵۰ – ~334 AD) قدیس مسیحی اهل روم باستان بود. طبق دانشنامه کاتولیک (اوایل قرن چهارم) اسقف اوتون، اولین اسقف شناخته شده در تاریخ بود. او یک گالو-رومی و یک نویسنده کلیسایی بود و از حدود سال ۳۱۰ تا ۳۳۴ پس از میلاد به عنوان اسقف این مرکز خدمت می‌کرد.
او از طرف امپراتور کنستانتین بزرگ در سال ۳۱۳ به شورای رم و در سال ۳۱۴ به شورای آرل سفر کرد تا برای مناقشه با دوناتیسم‌ها حل و فصل کند.
گریگوری تور در نوشته‌های خود رتیسیوس را ستود. سنت جروم در De Viris Illustribus خود از رتیسیوس یاد می‌کند:
رتیسیوس، اسقف اوتون، در میان ادوئی‌ها، در زمان سلطنت کنستانتین در گال شهرت زیادی داشت.
تفاسیر او را بر سرود  غزل غزل‌های سلیمان خوانده‌ ام و یک جلد عالی دیگر در مقابل نواتیان 
اما غیر از اینها هیچ اثری از او نیافتم.
جانشین رتیسیوس کاسیان اوتون شد که او نیز به عنوان یک قدیس مورد احترام بود.